# Telemotor
Telemotor war eine meist 45-minütige, kombinierte Ratgebersendung des ZDF zum Thema Auto und Mobilität. Nach ihrer Premiere am 18. Juni 1977 lief sie bis 1994, anfangs samstags um 19:30 Uhr. Aus der Kulisse einer Kfz-Werkstatt leiteten bzw. moderierten unter anderem Rainer Günzler, Hanns Joachim Friedrichs, Harry Valérien (ab 1977) und Karl Senne. Zum Ratgeberteil gehörten beispielsweise Interviews sowie ein gelegentlicher Autotest, der zuvor schon Teil des Sport-Spiegels war. Bekanntester Tester wurde der frühere belgische Formel-1-Pilot Paul Frère. Als ungewöhnlich zarte Titelmusik hörte man Destiny von José Feliciano.